# Alexandre Piccolomini

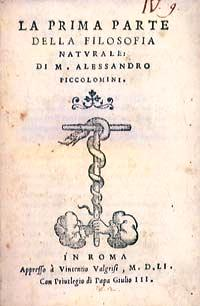
Frontispice de la Filosofia naturale.

Alexandre Piccolomini (né le 13 juin 1508 et mort le 12 mars 1579) est un humaniste et philosophe toscan, qui joua un rôle considérable dans la promotion du toscan en tant que langue philosophique et scientifique, au détriment des langues anciennes (latin et grec).

## Biographie
En 1540, encore étudiant à l’Université de Padoue, il fut l'un des membres fondateurs de l’Académie des Enflammés (Accademia degl’Infiammati), où il donnait des conférences de philosophie. En 1541, dans une lettre à l’Arétin, il développe ses idées sur la vulgarisation scientifique. De retour à Sienne en 1543, il repart à Rome en 1546 pour rejoindre la cour du cardinal Francisco de Mendoza.
En 1574, le pape Grégoire XIII le nomma évêque en titre de Patræ, mais il demeura à Sienne comme coadjuteur de l'archevêque Francesco Bandini Piccolomini. À la demande de Cosme de Médicis, il proposa une réforme du calendrier julien (1578).

### L'écrivain
Ses premières œuvres : Il Dialogo della bella creanza delle donne, o Raffaella (1539) et  les comédies Amor costante, Alessandro (1544 ; les autres pièces publiées en recueil avec celles-ci lui sont attribuées à tort), furent encouragées et financées par la Sienese Accademia degl’Intronati, dont il était sociétaire depuis 1531. L'intrigue de ses pièces est souvent tortueuse, mais leur propos est essentiellement psychologique et moral.
Sa poésie, qui poursuit la tradition initiée par Pétrarque, parut de son vivant dans divers recueils, jusqu’à ce qu’en 1549 il fasse paraître en un volume cent sonnets sous le titre explicite de Cento sonetti ; mais l’essentiel de sa production littéraire comprend des traductions des classiques grecs et latins. Homme au savoir universel, il traduisit en toscan le chant VI de l'Énéide et le livre XIII des Métamorphoses d’Ovide, l'Économique de Xénophon, la Rhétorique et la Poétique d’Aristote (1575) avec des commentaires érudits.

### L'homme de science
Parmi ses contributions essentielles à l'astronomie, il faut particulièrement mentionner sa Della sfera del mondo (1540), où il défend le point de vue de Ptolémée. Parue d'abord en un volume, il y classe avec plusieurs années d'avance sur Johann Bayer les étoiles en fonction de leur luminosité, en leur assignant une lettre (de l’alphabet latin). Cet ouvrage est ainsi considéré généralement comme le premier atlas céleste de la Renaissance : ses 47 planches représentent les constellations connues de Ptolémée (sauf celle du Poulain) avec leur signification mythologique. Il suivit un second ouvrage, De le stelle fisse (1543), qui fut compilé avec le précédent pour former, en un volume, Sfera del mondo e Delle stelle fisse (La sphère du Monde et des étoiles fixes, 1548).
Il produisit une version latine du commentaire d’Alexandre d'Aphrodise aux Météorologiques d’Aristote et une édition commentée des Questions de mécanique du Pseudo-Aristote. Dans son Trattato della grandezza della terra e dell' acqua (1558), il opposait les opinions de Ptolémée et du stagirite sur l’étendue relative des terres et des mers.

## Postérité
Sa comédie Alessandro fut traduite en anglais par George Chapman et adaptée sous le titre May Day (1611).
On a baptisé le cratère de la Lune Piccolomini en son honneur.